# Dreifaltigkeitssäule (Klagenfurt am Wörthersee)

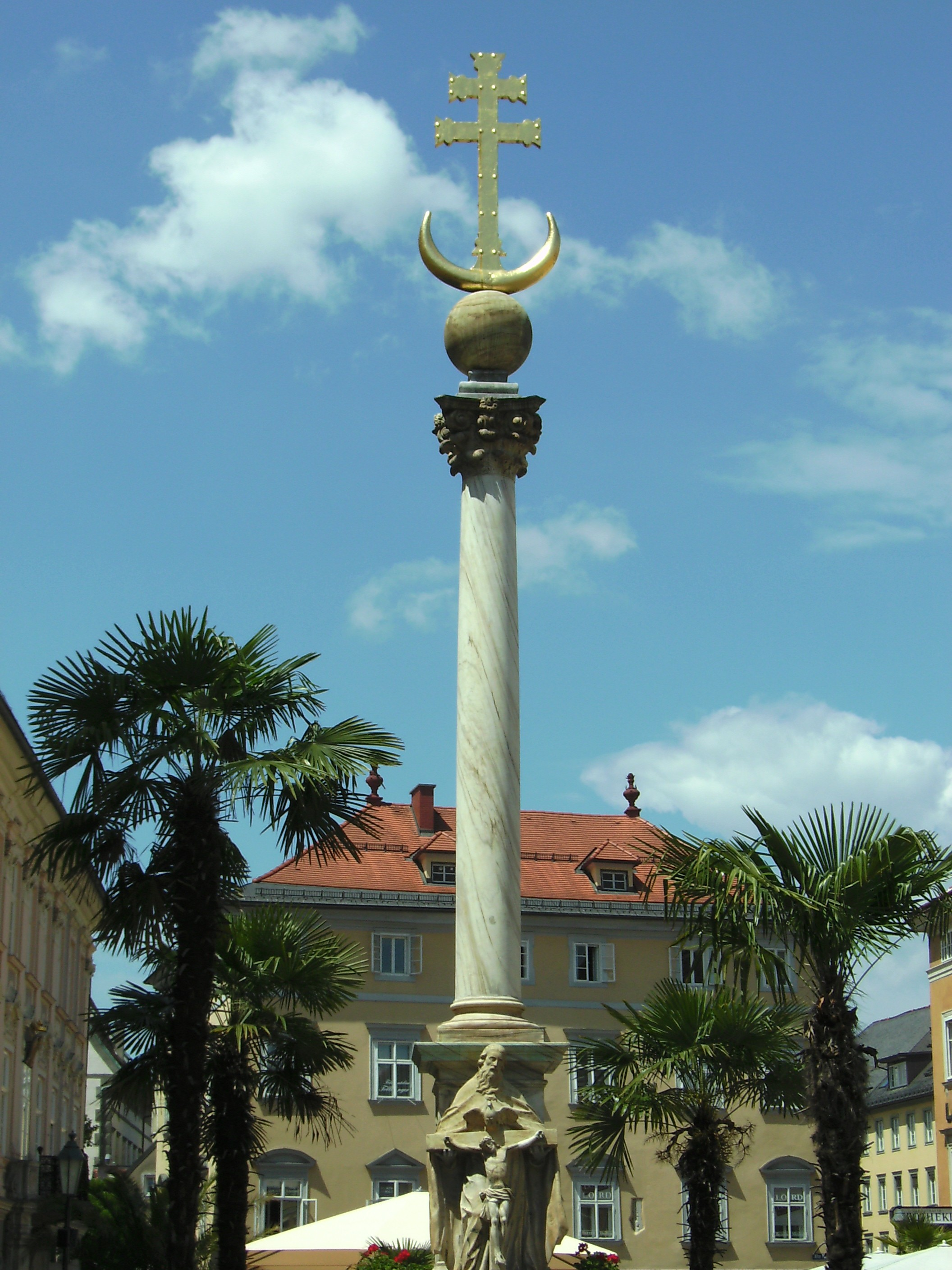
Die Dreifaltigkeitssäule auf dem Alten Platz

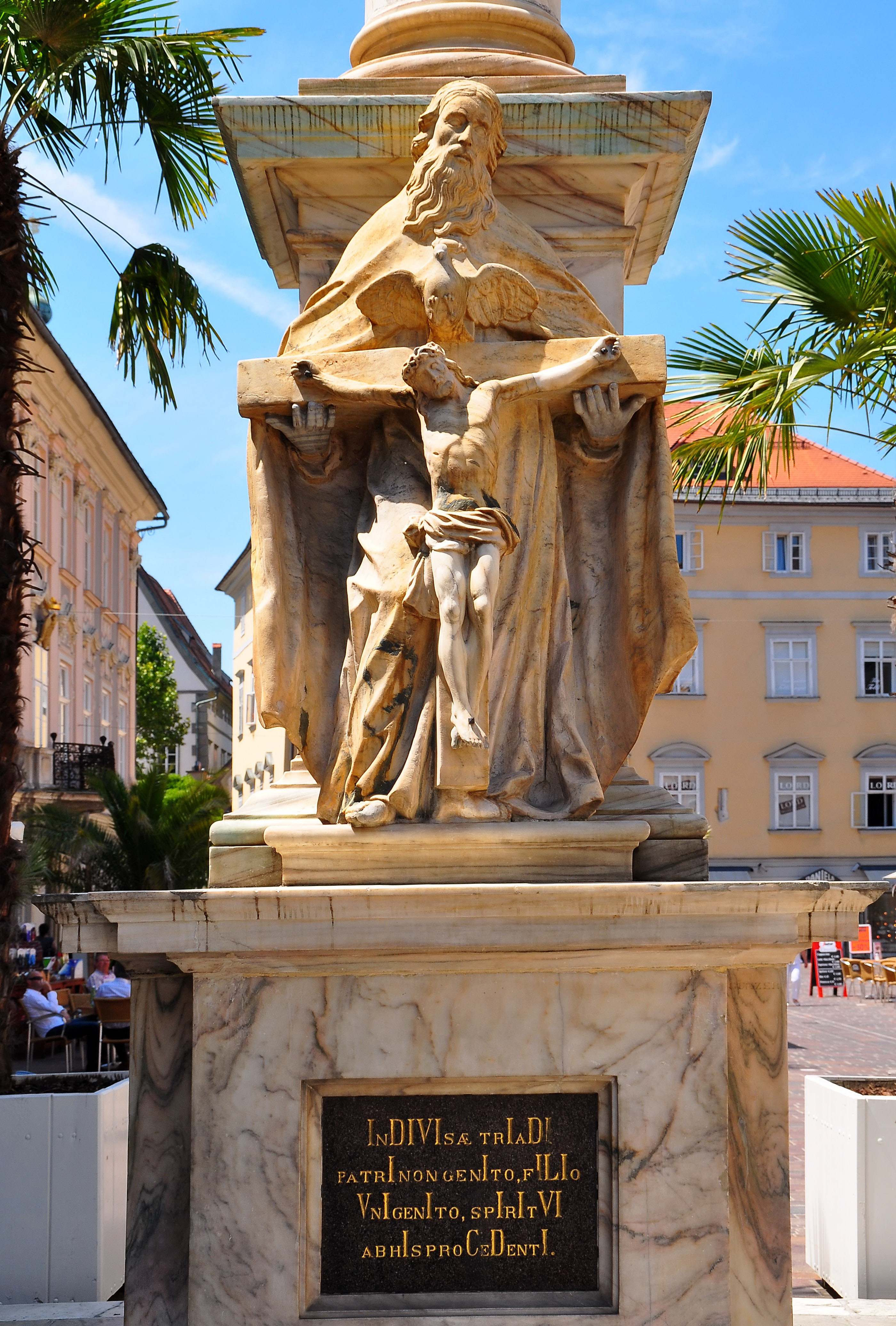
Sockel der Dreifaltigkeitssäule

Die Dreifaltigkeitssäule ist eine Pestsäule in der Stadt Klagenfurt am Wörthersee.  Sie wurde von den Kärntner Landständen in Auftrag gegeben und ab dem Jahr 1680 auf dem Platz vor der Heiligengeistkirche errichtet. Im Jahr 1965 wurde das Votivdenkmal an seinen heutigen Standort auf dem Alten Platz versetzt.

## Baugeschichte
Die im Jahr 1680/81 errichtete Säule bestand aus zunächst aus Holz und stand auf dem Heiligengeistplatz. Dort befand sich sowohl das Spital als auch der älteste Friedhof der Stadt. Der Anlass für die Errichtung des Denkmals war der Dank der Landstände und der Bevölkerung Kärntens für die Verschonung des Landes vor der Pest. Deren Verbreitung konnte vor allem durch eine strenge Abschottung der Stadt sowie durch die eingeführten Hygienemaßnahmen gelang. Nach der Belagerung und der anschließenden Befreiung Wiens von den Türken (1683) wurde sie bis ins Jahr 1689 durch eine steinerne Ausführung ersetzt, die den Charakter einer Siegessäule erhielt.  An ihrer Basis erinnert sie an die Pestzeit, bekrönt wird sie vom besiegten Halbmond, über dem das christliche Kreuz steht.
Nachdem auf dem Heiligengeistplatz für den dort stattfindenden Fischmarkt im Jahr 1897 eine Halle entstehen sollte, wurde die Säule in westlicher Richtung verschoben, sodass sie inmitten einer kleinen Parkanlage stand. Im Jahr 1965 musste die Dreifaltigkeitssäule erneut ihren Standort wechseln, da im Zuge der Umgestaltung der Innenstadt der Heiligengeistplatz als zentraler Busbahnhof Verwendung fand. Den neuen Standort fand die Säule am Alten Platz, der im Jahr 1961 zur ersten Fußgängerzone Österreichs umfunktioniert wurde. 
Die Dreifaltigkeitssäule nahm den Platz der Johannes-Nepomuk-Säule ein, die im Jahr 1737 errichtet und im Jahr 1874  gesprengt worden war. Der Stifter war der Klagenfurter Burggraf Wolf Siegmund von Rosenberg. Einige Statuen, die aus dem Schutt des imposanten, auf einem siebenstufigen Unterbau thronenden Denkmals geborgen werden konnten, stehen heute in den Arkaden der Domfassade.

## Baubeschreibung
Auf der Spitze der schlanken Säule mit korinthischem Kapitell befinden sich eine Kugel. Über dem liegenden, besiegten Halbmond steht das christliche Kreuz. Der ursprüngliche dreistufige Unterbau mit steinernem Balustergeländer besteht nicht mehr, stattdessen steht die Säule auf einem niedrigen quadratischen Sockel. An der Ostseite des Sockels steht ein marmornes Relief des Gnadenstuhls mit dem Heiligen Geist, darunter sind auf die Pest bezogene Inschriften mit Chronogramm sowie eine Restaurierungsinschrift. Sockel und Inschrifttafel wurden im Jahr 1996 restauriert.